# Barry Jarman
Pour les articles homonymes, voir Jarman.
Barrington Noel Jarman, dit Barry Jarman, est un joueur de cricket international australien né le 17 février 1936 à Hindmarsh (Australie-Méridionale) et mort le 17 juillet 2020 à Adélaïde (Australie-Méridionale). 
Gardien de guichet, il effectue sa carrière avec l'équipe d'Australie-Méridionale entre 1955 et 1969. Il dispute 19 test-matchs avec la sélection nationale australienne entre 1959 à 1969. Il en est capitaine lors d'un match, en 1968.

## Biographie
Barry Jarman naît le 17 février 1936 à Hindmarsh, une banlieue d'Adélaïde en Australie-Méridionale. Il dispute son premier match catégorisé « first-class » avec l'équipe d'Australie-Méridionale en décembre 1955 contre la Nouvelle-Galles du Sud. À 21 ans, il participe à la tournée de la sélection nationale australienne en Afrique du Sud en 1957-1958 avec, notamment, un autre gardien de guichet, Wally Grout. C'est ce dernier qui hérite du poste, vacant à la suite de la retraite de Gil Langley, et le garde plusieurs années, Jarman se contentant de quelques matchs lorsque Grout est blessé.
En 1958-1959, il est ainsi de la tournée en Inde et au Pakistan. Il joue son premier test-match, en décembre 1959, contre l'Inde au Modi Stadium de Kanpur. En 1962-1963, l'Angleterre se déplace en Australie pour les Ashes. Wally Grout se casse la mâchoire lors d'un match de son équipe, le Queensland, contre les visiteurs. Jarman dispute ainsi les trois premiers des cinq test-matchs des Ashes, avant que Grout ne récupère la place pour les deux derniers. Il devient premier choix au poste de gardien lorsque Grout prend sa retraite. Il dispute notamment les Ashes en Angleterre en 1968, une tournée au cours de laquelle il est vice-capitaine. Lors de la quatrième partie de la série de cinq, les capitaines anglais et australien, Colin Cowdrey et Bill Lawry, sont tous absents pour cause de blessure, et ce sont leurs vices-capitaines respectifs, Tom Graveney et Barry Jarman, qui sont à la tête des deux sélections. Ce dernier y use de tactiques plutôt défensives. Il joue ses derniers test-matchs en 1968-1969, lors de la tournée de l'équipe des Indes occidentales en Australie. Il y dispute les quatre premières parties de la série, mais est remplacé par Brian Taber en tant que gardien et Ian Chappell en tant que vice-capitaine.
Barry Jarman est un temps « juge-arbitre » (referee), un rôle différent de celui d'arbitre, qui consiste à effectuer un rapport auprès de l'International Cricket Council sur le déroulement du match et les conditions de jeu. Il est le premier à émettre des doutes sur la légalité de la manière de lancer de Muttiah Muralitharan.

## Bilan sportif

### Principales équipes
| Internationales       | Internationales       | Internationales | Internationales |
| Équipe                | Test                  |                 |                 |
| --------------------- | --------------------- | --------------- | --------------- |
| Australie             | 1959 - 1969           |                 |                 |
| Autres                |                       |                 |                 |
| Équipe                | First-class           |                 |                 |
| Australie-Méridionale | 1955-1956 - 1968-1969 |                 |                 |

### Statistiques
Avec l'Australie, Barry Jarman dispute 19 test-matchs de 1959 à 1969. Il marque 400 courses à la moyenne de 14,81, et réalise 54 éliminations. En first-class cricket en général, il accumule 5615 courses à la moyenne de 22,73 et 560 éliminations.